# Charlotte Centervall
Charlotte Madelene Centervall, född 23 april 1983 i Ivetofta i Bromölla kommun, är en svensk gitarrist och sångare.
Centervall spelar i country-popgruppen Cookies 'N' Beans och har turnerat med artisterna Peter Jöback, Niklas Strömstedt, Laleh, Carola Häggkvist, Anna Ternheim med flera. Hon är uppvuxen i Bromölla, men numera bosatt i Stockholm. Hon är även producent och låtskrivare och har studion "C'mon Bella Music" i Stockholm. 
Under sin uppväxt valde hon mellan en fotbollskarriär eller att musicera. När hon var 19 flyttade hon till Stockholm för att gå "Rockmusikerlinjen" på Birkagårdens folkhögskola. Centervall spelar gitarr, lapsteel, munspel, dragspel, piano och sjunger.

## Fotnoter
1. ↑  Namnet stavas Centerwall i folkbokföringen